# Campionat d'Espanya de motocròs 1990
La temporada de 1990 del Campionat d'Espanya de motocròs fou la 32a edició d'aquest campionat, organitzat per la Reial Federació Motociclista Espanyola.

## Classificació final

### 125cc
| Posició | Pilot            | Motocicleta | Punts |
| ------- | ---------------- | ----------- | ----- |
| 1       | Josep Alonso     | Yamaha      | ?     |
| 2       | Moisés Bernárdez | ?           | ?     |
| 3       | Xavier Colomer   | ?           | ?     |
| 4       | ?                | ?           | ?     |
| 5       | ?                | ?           | ?     |
| 6       | ?                | ?           | ?     |
| 7       | ?                | ?           | ?     |
| 8       | ?                | ?           | ?     |
| 9       | ?                | ?           | ?     |
| 10      | ?                | ?           | ?     |

### 250cc
| Posició | Pilot          | Motocicleta | Punts |
| ------- | -------------- | ----------- | ----- |
| 1       | Luis López     | Honda       | ?     |
| 2       | Pablo Colomina | Yamaha      | ?     |
| 3       | Josep Alonso   | Yamaha      | ?     |
| 4       | ?              | ?           | ?     |
| 5       | ?              | ?           | ?     |
| 6       | ?              | ?           | ?     |
| 7       | ?              | ?           | ?     |
| 8       | ?              | ?           | ?     |
| 9       | ?              | ?           | ?     |
| 10      | ?              | ?           | ?     |

## Categories inferiors
Font:
| Campionat             | Guanyador         | Motocicleta |
| --------------------- | ----------------- | ----------- |
| Júnior 250cc          | Xavier Colomer    | KTM         |
| Juvenil-B 80cc        | Josep del Barrio  | Yamaha      |
| Juvenil-A 80cc        | Aarón Bernárdez   | Yamaha      |
| Trofeu Alevins-B 60cc | Edgar Torronteras | Kawasaki    |
| Trofeu Alevins-A 50cc | Josep Miralles    | Malaguti    |